# Casas del Monte
Casas del Monte és un municipi espanyol pertanyent a la comarca de la Vall de l'Ambroz, a la província de Càceres, de la comunitat autònoma d'Extremadura, Espanya. És un centre seleccionat per a la pràctica d'esports i turisme.
El poble es troba a mig camí entre Càceres i Salamanca, a la carretera N-630, a 15 km d'Hervás i a 30 km de Plasència. Actualment arriba fins al mateix encreuament l'autovia A-66, en la seva sortida 446.

## Demografia
| 2001 | 2002 | 2003 | 2004 | 2005 | 2006 |
| ---- | ---- | ---- | ---- | ---- | ---- |
| 867  | 925  | 890  | 890  | 880  | 850  |